# Knemidokoptesräude

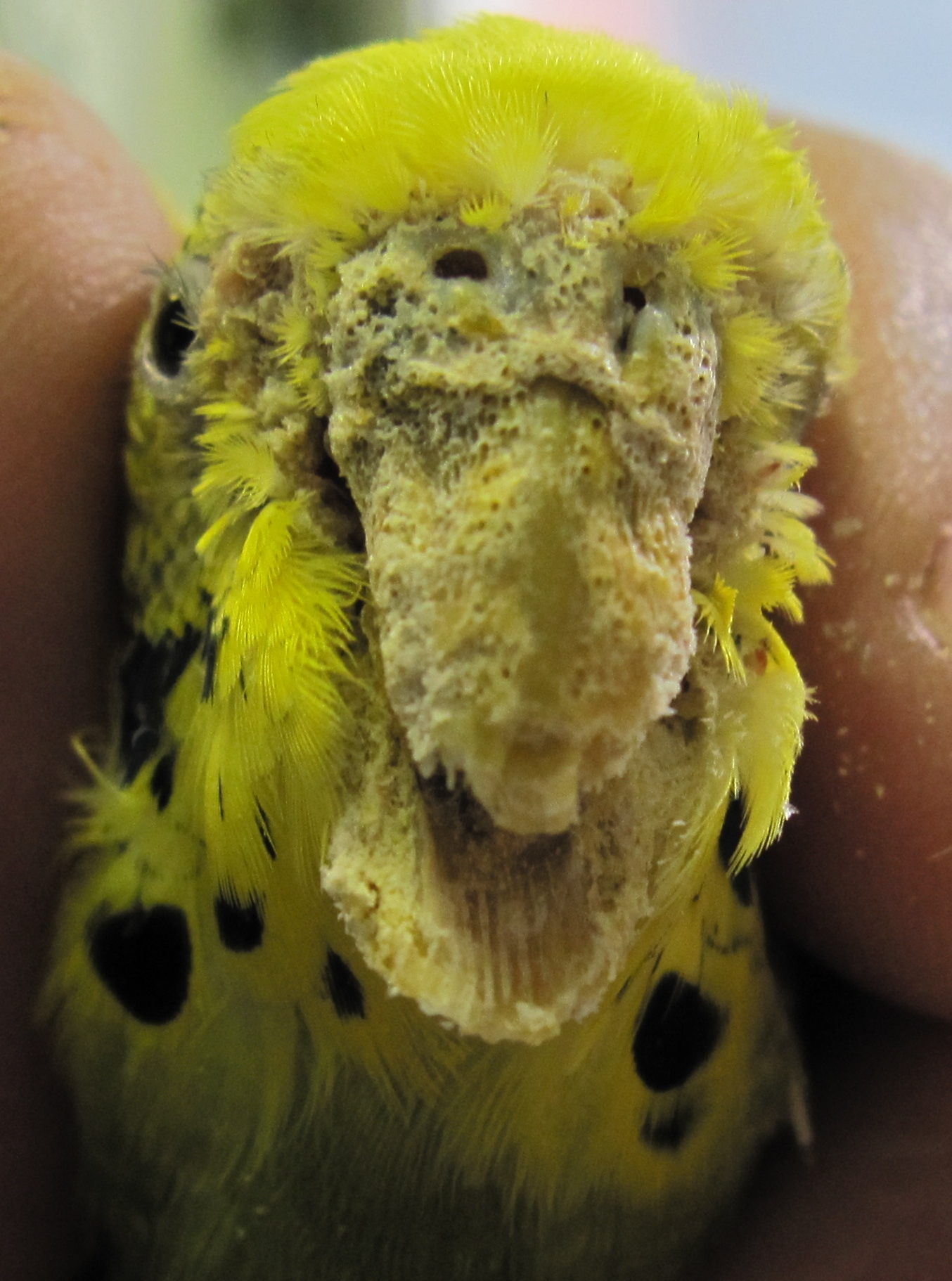
Schnabelräude bei einem Wellensittich

Als Knemidokoptesräude (Syn. Schnabelräude, Schnabelschwamm, Vogelräude, Krätze, Kalkbeinräude) wird eine Erkrankung bei Vögeln bezeichnet, welche durch Milben der Gattung Knemidokoptes verursacht wird.

## Ätiologie
Erreger dieser Erkrankung sind Knemidokoptes-Milben. Die Schnabelräude der Papageien wird durch Knemidokoptes pilae, die Kalkbeinräude der Tauben und Singvögel durch Knemidokoptes mutans oder Knemidokoptes jamaicensis hervorgerufen. Knemidokoptes mutans ist ebenfalls Erreger der Kalkbeinräude bei Hühnern, Puten, Perlhühnern und wild lebenden Hühnervögeln.

## Übertragung
Ein Erregerreservoir bilden latent infizierte Vögel in Zuchtanlagen sowie Wildvögel. Die Ansteckung kann über direkten Kontakt mit abgefallenen, milbenhaltigen Hornhautborken erfolgen oder durch den engen Kontakt infizierter Brutvögel mit ihren Nestlingen bei der Schnabelfütterung (K. pilae).

## Pathogenese
Der Erreger kann bei infizierten Tieren über Monate oder Jahre ohne das Auftreten von Symptomen vorkommen. Durch Stressfaktoren wie zu großen Tierbesatz, Futtermangel oder Tumoren kommt es dann zur Entstehung der typischen schwammartigen Hornhautveränderungen (Hyperkeratose) oder zu starken Schnabeldeformationen. K. pilae führt vor allem zu Veränderungen im Schnabelwinkel, K. mutans vor allem in den Zwischenzehenspalten.

## Symptome
Es entstehen schwammartig poröse, kalkgrau, weiß oder gelblich gefärbte Hornhautwucherungen. Die Veränderungen durch K. mutans sind auf die Haut der Hintergliedmaßen beschränkt. Hyperkeratosen durch K. pilae treten typischerweise an Schnabel und Augenregion, aber auch in anderen, bei der Körperpflege vom Schnabel berührten Bereichen (Bürzeldrüse, Kloakenumgebung, Flügelspitzen), auf.

## Diagnose
Die typischen Hautwucherungen in den entsprechenden Bereichen sind pathognomonisch. Zum mikroskopischen Nachweis der Erreger werden Proben (Geschabsel) der veränderten Bereiche entnommen und in 10%iger Kalilauge eingeweicht.

## Therapie und Prophylaxe
Betroffene Vögel sowie Kontakttiere werden mit Ivermectin (Spot-on oder systemisch) behandelt. Zum Entfernen der Hyperkeratosen wird 5%ige Salicylsäurelösung lokal aufgetragen. An deformierten Schnäbeln ist eine chirurgische Korrektur notwendig. 
Hennen mit Kalkbeinen sollten nie zur Brut und Aufzucht verwendet werden. Bei schon starker Krustenbildung sollte ein vorheriges Aufweichen mit Seife oder Glyzerin erfolgen, damit das Präparat die Milben erreichen und wirken kann.
Neue Tiere sollten gründlich auf bereits vorhandene typische Hautveränderungen untersucht und gegebenenfalls prophylaktisch therapiert werden.